# Пельмени
Пельме́ни (ед. ч. пельме́нь, от коми пель нянь «хлебное ухо») — блюдо русской кухни из пресного теста с начинкой из рубленого мяса или фарша, употребляемое в варёном виде. Было заимствовано русскими жителями Прикамья, Урала и Сибири у финно-угорских народов, получив широкое распространение в русской и советской кухнях.

## Происхождение иэтимология

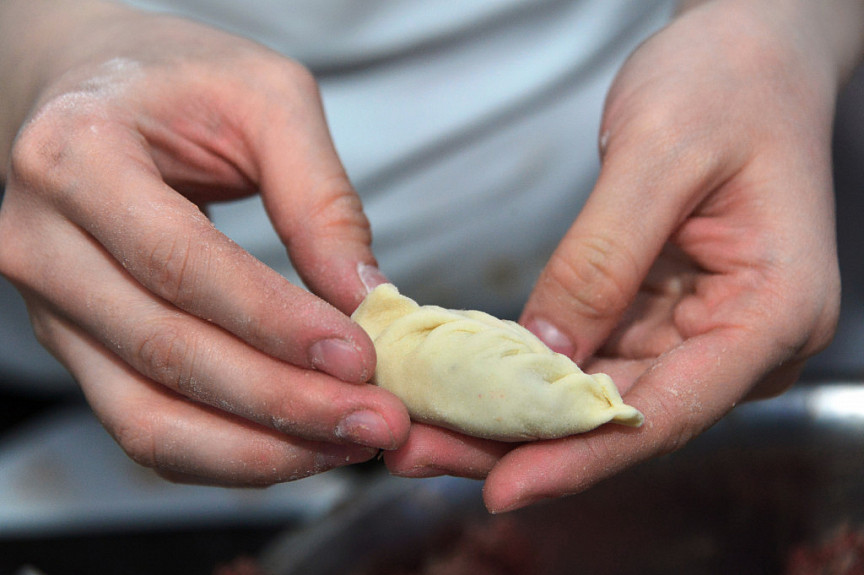
Лепка пельменей, Бурятия

Русское слово «пельмени» является заимствованием из пермских языков: коми, удм. пельнянь «хлебное ухо»: пель «ухо» + нянь «хлеб».
Форма «пельмень» образовалась под влиянием севернорусского наречия, через которое слово попало в литературный язык. Уральские диалектные формы пермяни, пермени образовались в результате народно-этимологического сближения со словом Пермь.
Некоторые популярные или устаревшие этимологические словари указывают в качестве источника «финно-угорские языки» в целом, мансийский и финский языки.
Неясно, когда пельмени вошли в кухню коренных сибирских народов и когда они впервые появились в русской кухне. Одна из теорий предполагает, что пельмени, или варёные пельмени с начинкой в целом, возникли в Сибири; возможно, это упрощённая адаптация китайского цзяоцзы (в некоторых китайских диалектах его называют баомиан «包麵/包面») — эта теория подтверждается тем, что традиционные начинки для пельменей обильно приправлялись чёрным перцем и другими неместными специями.
Пельмени, возможно, были завезены монголами из Китая в Сибирь и на Урал, откуда они постепенно распространились до Восточной Европы и вошли в национальную кухню русских и других соседних народов Китая: корейцев и народов Центральной Азии. Пельмени стали особенно популярны среди русских охотников.
В. В. Похлёбкин считал, что пельмени пришли в русскую кухню с Урала и из Сибири, в конце XIV — начале XV веков. В русских письменных документах уральских населённых пунктов XVII—XVIII веков (с 1679 года) встречаются фамилии, образованные от слова «пельмени»: Пельменев, Пелненев, Пельменников. В Прикамье пельмени были блюдом как повседневного, так и праздничного (свадебного, поминального) стола.

## Аналоги пельменей и похожие блюда
Похожие на пельмени блюда есть в кухнях многих народов. В Китае, Японии и Корее это — цзяоцзы (гёдза), баоцзы, вонтоны, манду и шумаи (известное слово димсам, которым на Западе часто называют китайские пельмени, обозначает южнокитайские закуски в целом). В кухнях народов Средней Азии, Монголии, Тибета, Бурятии и Калмыкии также есть аналоги пельменей — манты, позы (буузы), банш (монг. банш), бёриги, момо и чучвара. Аналогичным блюдом еврейской кухни является креплах, марийской — подкогыльо. В кухнях народов Кавказа — хинкали. В Италии есть равиоли и тортеллини, на юге Германии в швабской кухне готовят маульташены, в Белоруссии — колдуны, на Украине — вареники, в Швеции — кропкакор. Известно также старинное блюдо русской монастырской кухни — кундюмы. Распространены подобного типа блюда и в Индии.
В английском языке все блюда пельменного типа обозначаются одним общим словом — дамплинги.

## Приготовление

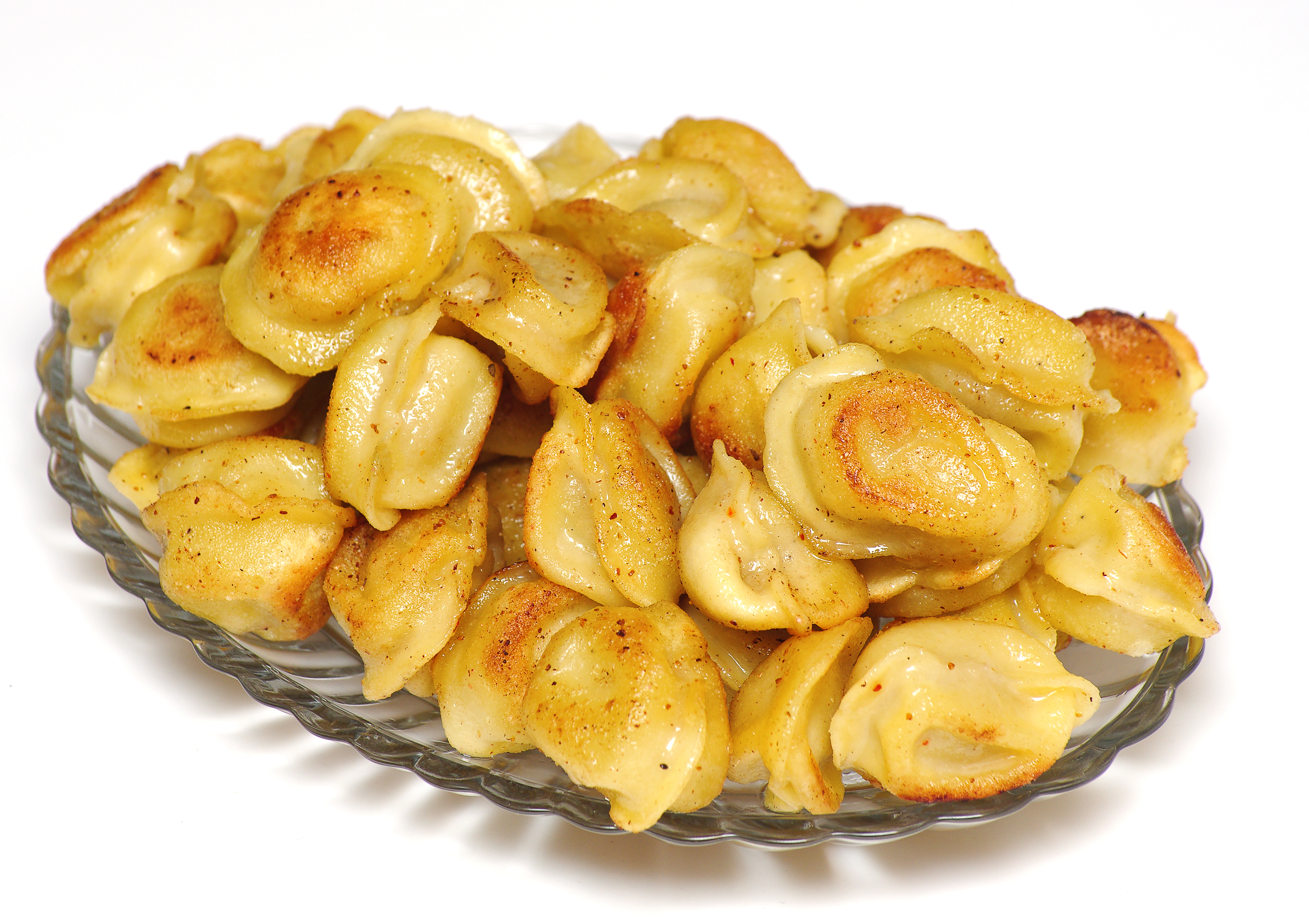
Пельмени жареные

Тесто для пельменей готовится из муки, яиц и воды (реже — молока). Начинка классических пельменей изготавливается из говядины, свинины и/или баранины с добавлением различных специй, лука, иногда чеснока; возможно использование также мяса медведя, оленя, лося, гуся, рыбы, свиного сала, картофеля, капусты. В. Гиляровский в книге «Москва и москвичи» упоминает и редкие фруктовые пельмени:
И вот как-то в восьмидесятых годах съехались из Сибири золотопромышленники самые крупные и обедали по-сибирски у Лопашова в этой самой „избе“, а на меню стояло: „Обед в стане Ермака Тимофеевича“, и в нём значилось только две перемены: первое — закуска и второе — „сибирские пельмени“. Никаких больше блюд не было, а пельменей на двенадцать обедавших было приготовлено 2500 штук: и мясные, и рыбные, и фруктовые в розовом шампанском…
Пельмени хранятся замороженными и готовятся непосредственно перед употреблением. Их кладут в кипящую воду или мясной, рыбный или овощной бульон и варят до тех пор, пока они не всплывут, а затем ещё 2—5 минут. При варке можно добавить в бульон лавровый лист, репчатый лук или чёрный перец.
Пельмени могут подаваться с различными соусами, кетчупом, майонезом, сметаной, сливочным маслом, горчицей, уксусом, перцем. Иногда пельмени поджаривают после приготовления до появления золотистой корочки, либо жарят сырые пельмени до готовности. Пельмени могут подаваться и вместе с бульоном, в котором они готовились, в виде первого блюда. Практикуется также приготовление пельменей в керамической посуде в духовом шкафу, или на пару (в зависимости от размеров, 15—25 минут).

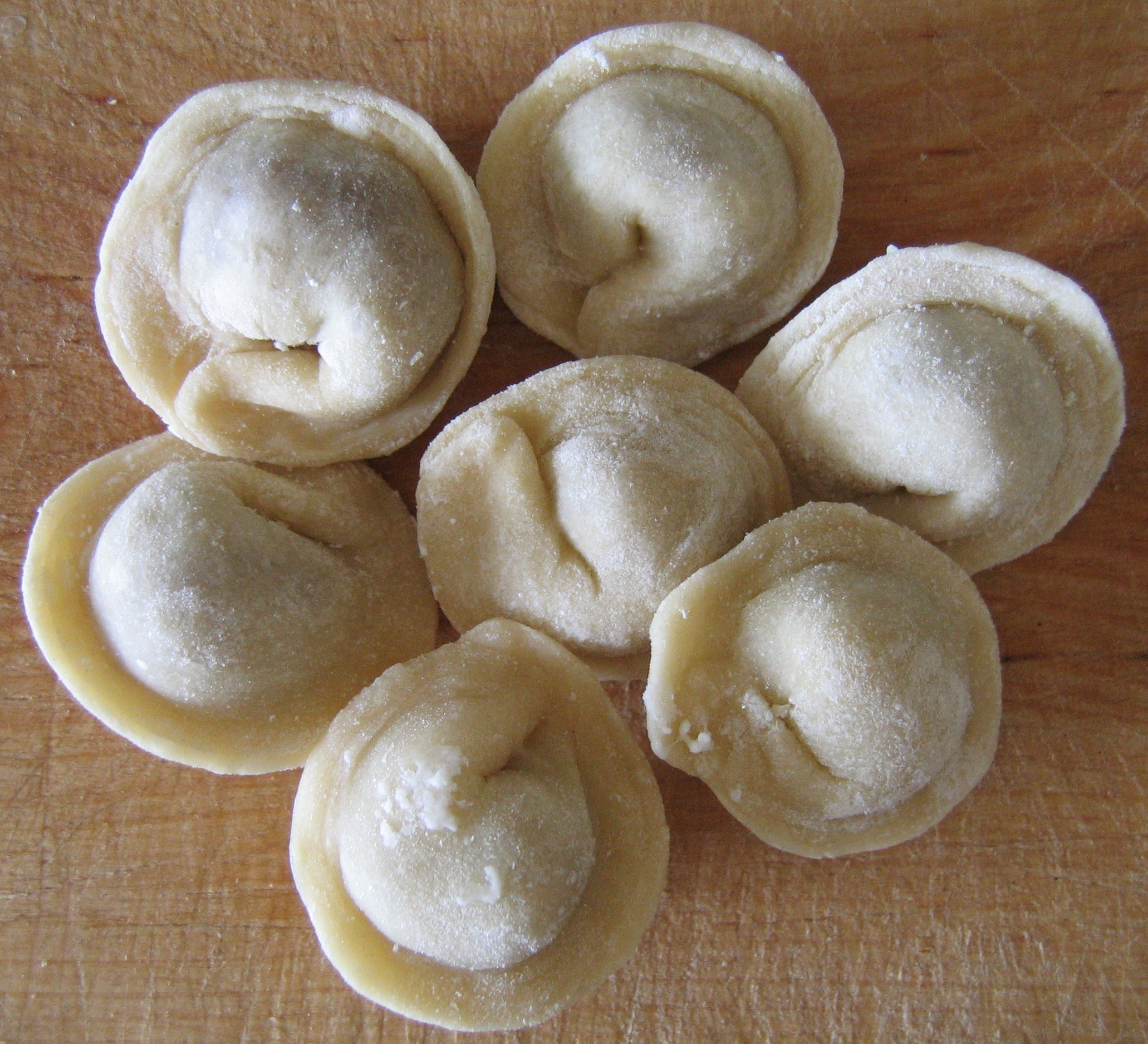
Сырые пельмени
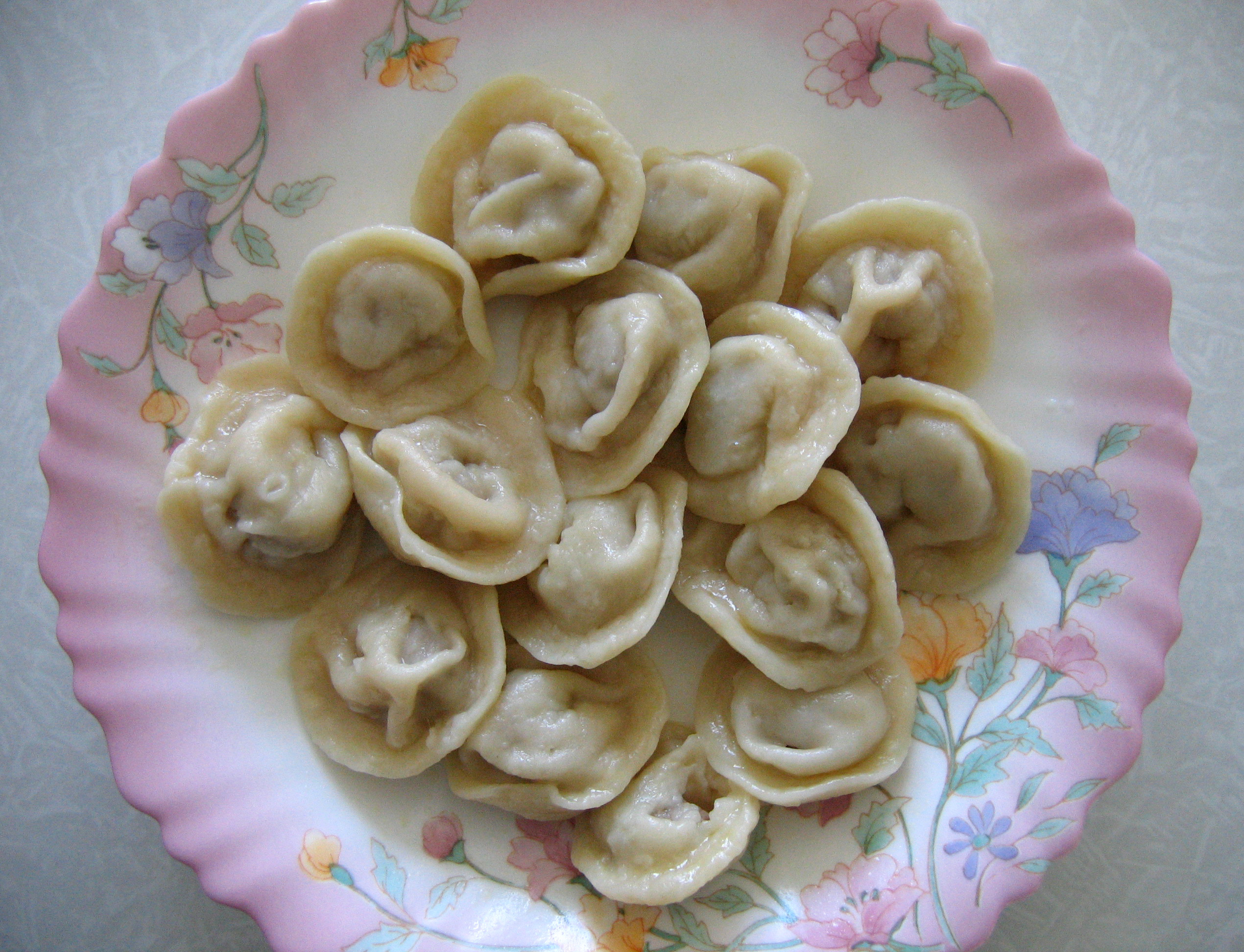
Пельмени свежесваренные
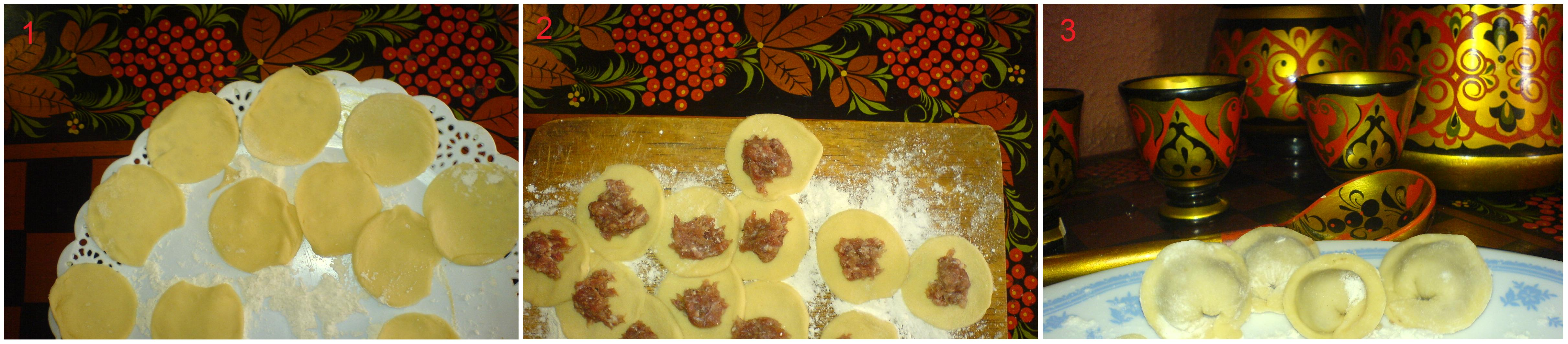
Стадии приготовления

## Разновидности пельменей

### Рыбные пельмени
Рыбные пельмени — мороженый кулинарный полуфабрикат для последующего отваривания; блюдо в виде изделий из пресного теста с начинкой из рыбы или морепродуктов. Для приготовления рыбных пельменей используют как свежую, охлаждённую и мороженую рыбу почти всех семейств, кроме сельдевых и осетровых, так и мороженый рыбный фарш, мороженого кальмара, варёно-мороженых мидий, мороженую белковую пасту «Океан», белковую массу из кильки или других рыб.

### Чучвара/тушпара/душбара
Среднеазиатские и Кавказские пельмени сваренные вместе с овощами и, в зависимости от количества получившегося бульона, подающиеся вместе с ними или как суп с пельменями и овощами, или как пельмени с овощным гарниром и подливой.

### Вонтоны
Китайский суп с лапшой и пельменями, вместо обычного мяса.

### Банштай цай
Монгольский молочный суп с пельменями сваренными в чае с молоком и маслом.

### Баншатай шулэн
Бурятский суп с пельменями с кусочками мяса и с лапшой шулэн.

## Стандарты производства

### Россия
С 1 января 2010 года в России появилась категория производства мясных полуфабрикатов в оболочке из теста. В начинке продукта категории «А» содержится мясного фарша ≤100 %, «Б» — ≤80 %, «В» — ≤60 %, «Г» — ≤40 %, «Д» — ≤20 %. Остальное могут составлять соя, вкусовые добавки и даже манная крупа. Толщина теста — не более 2 мм, мясо — серое, а не розовое. Замороженные пельмени должны быть правильной формы, с плотно заделанными краями.

### Украина
С 1 ноября 2007 года вступил в действие новый украинский стандарт производства мясных полуфабрикатов в оболочке из теста. В число таких продуктов входят вареники с мясом, чебуреки, манты, пельмени, равиоли и хинкали. Госстандарт требует, чтобы содержание мясного фарша в пельменях было не менее 50 % — в 2008 году этот показатель составлял 40 % на 60 % теста. В противном случае этот продукт следует называть «равиоли».